# John Barbirolli
Sir John Barbirolli, eredeti neve Giovanni Battista Barbirolli, (London, Egyesült Királyság, 1899. december 2. – London, 1970. július 29.) angol karmester és csellista volt.
Barbirolli Angliában élő olasz, francia zenész házaspár gyerekeként négyéves korában kezdett hegedűt tanulni, majd később áttért csellóra. Tízéves korában a Trinity College of Music növendéke lett, majd 1912 és 1916 között a Royal Academy of Music hallgatója.
Tanulmányai befejeztével csellista, kamarazenész majd 1926-ban kezdi karmesteri pályáját a British National Opera Company társulatánál. Ezután vezényelte a Londoni Szimfonikus Zenekart, majd 1936/37-es évadban a New York-i Filharmonikusoktól kapott szerződést és Arturo Toscanini után a világszintű zenekar zenei igazgatója lett. A zenekar fennállásának százéves, jubileumi koncertjét vezényelte 1942-ben. A New York-i Filharmonikusokkal eltöltött évei alatt több ősbemutatót vezényelt, többek között az ő vezénylete alatt mutatták be William Walton Façade szvitjét, Benjamin Britten Sinfonia da Requiem-ét és Hegedűversenyét.
Később neve elsődlegesen az angliai Hallé Zenekarhoz fűződött, melynek 1943-tól vezetője Manchesterben, 1943-ban a zenekart megmentette a feloszlásától majd 1970-ig, élete végéig vezetője maradt. A Hallé Zenekar vezetése mellett világszerte vezényelt, a Houston Symphony Orchestra vezető karmestere volt 1961 és 1970 között.

## Díjai, elismerései
Számtalan díja közül, Barbirolli 1949-ben megkapta a lovagi címet, 1950-ben a legjelentősebb angol zenei díjat, a Royal Philharmonic Society Arany Medálját ítélték Sir John Barbirolli-nak, más címei közül, a római akadémia, az Accademia Nazionale di Santa Cecilia tiszteletbeli tagja lett 1960-ban.

## Fotók

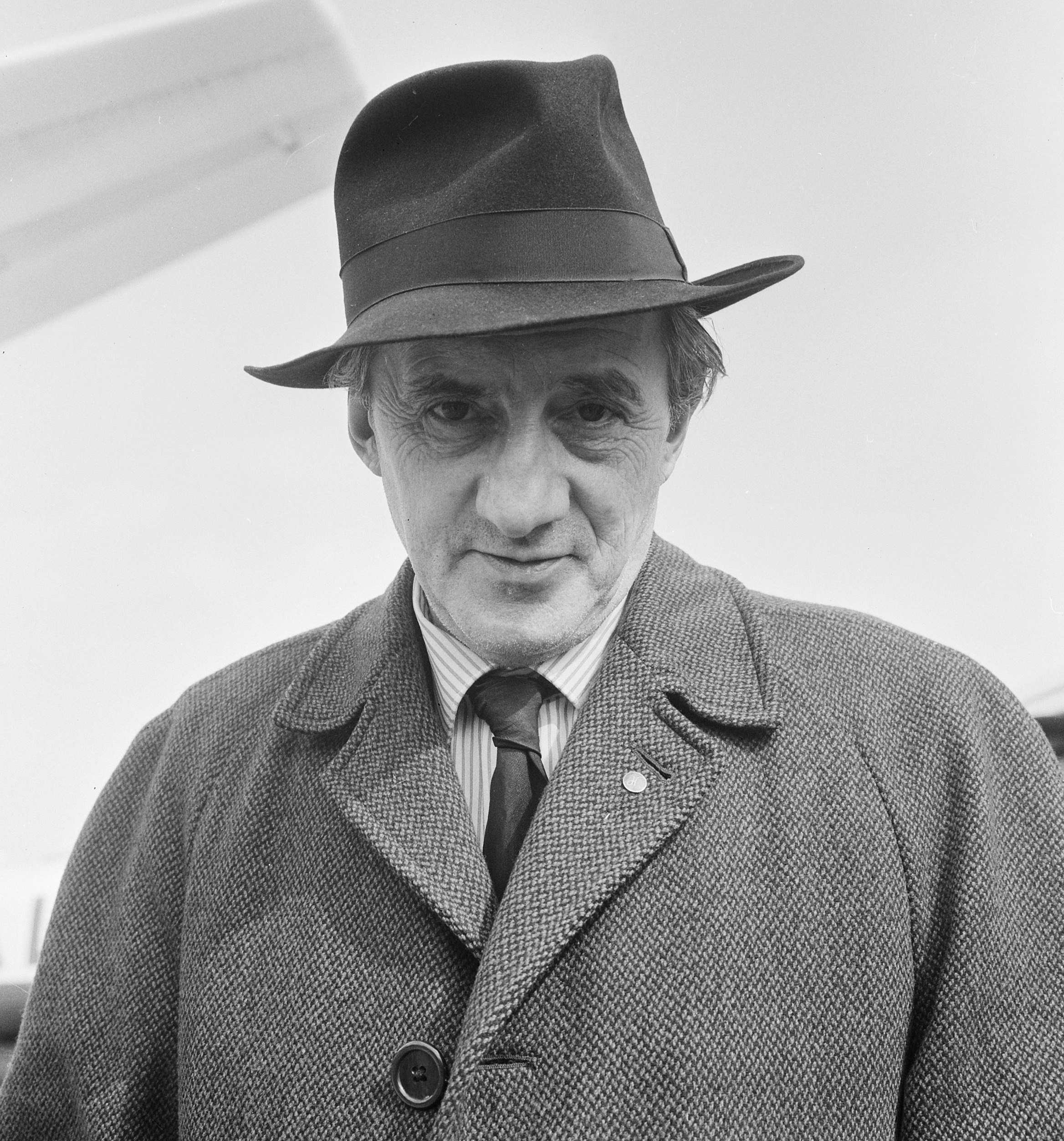
Sir John Barbirolli 1965-ben
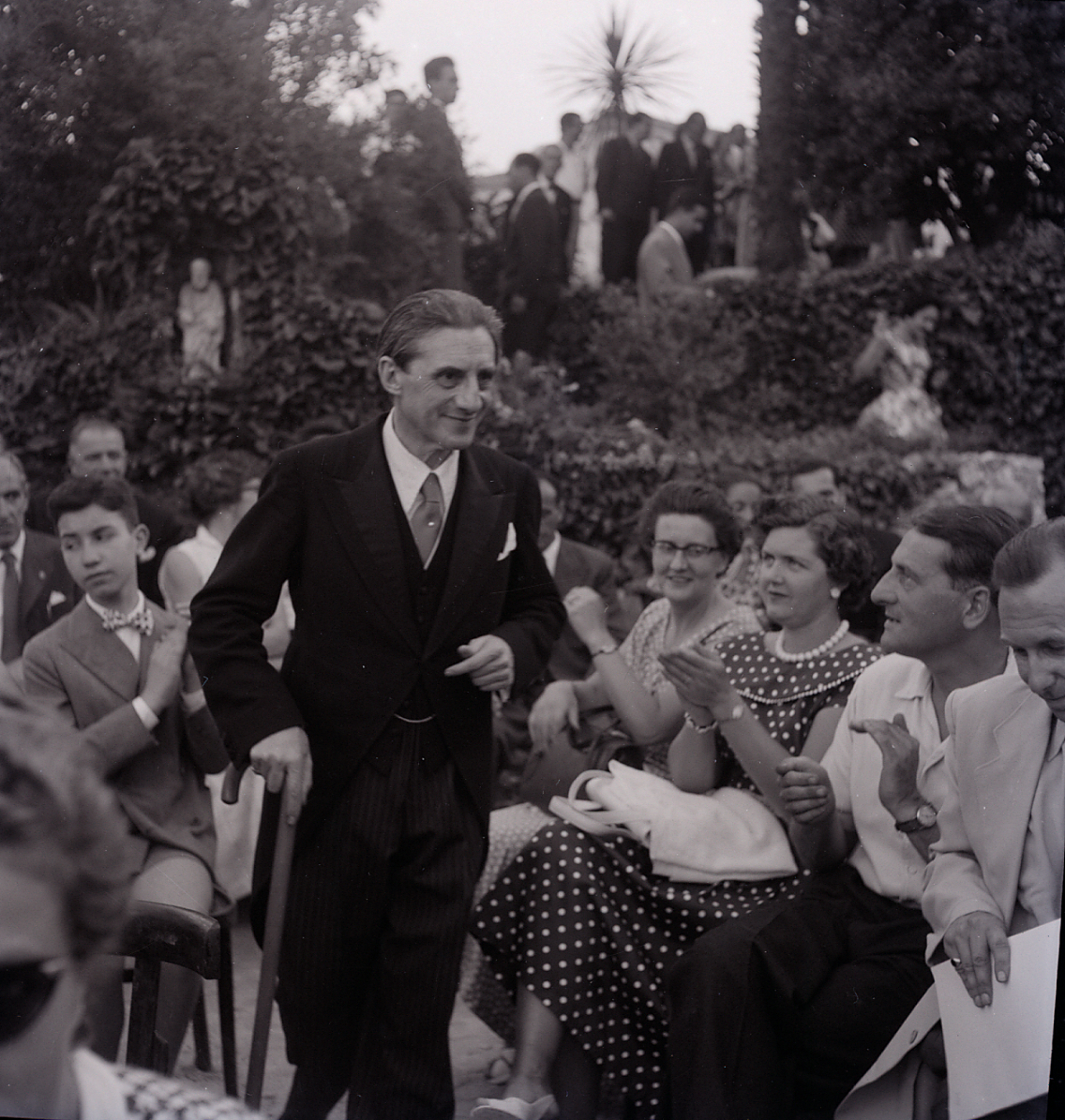
Barbirolli Ravelloban, 1960
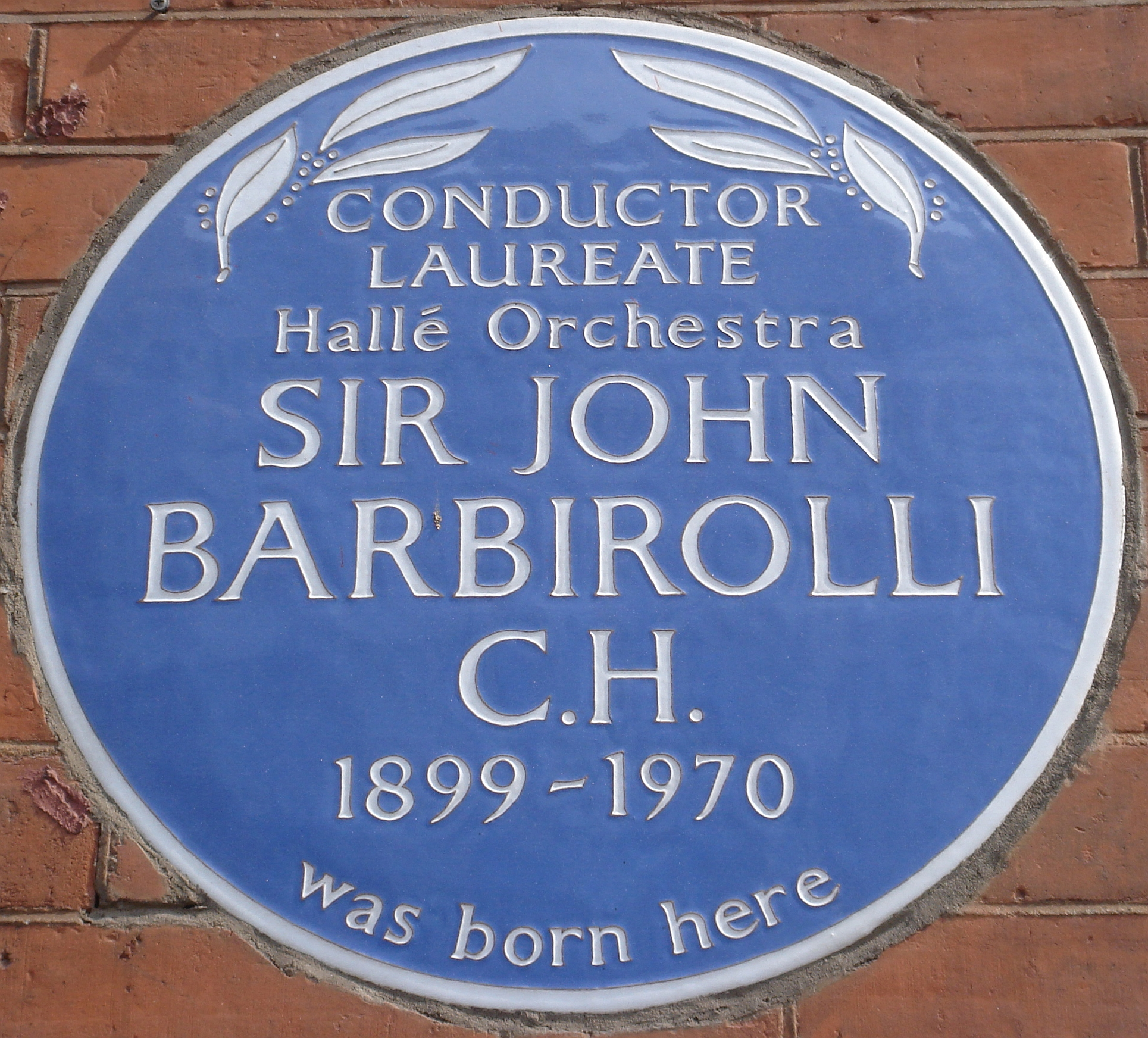
Szülőházán elhelyezett emléktábla